# Warriors of Love
Warriors of Love (Kärlekens krigare) è un film del 2009, diretto da Simon Staho, alla cui sceneggiatura ha collaborato Peter Asmussen. 

## Trama
La giovane Ida va a trovare il padre, che non vedeva da quando aveva 12 anni, età fino alla quale il genitore aveva abusato di lei. Ida racconta poi alla compagna Karin i propri trascorsi col padre, e le due ragazze decidono di ucciderlo, nonostante Ida ripeta di amarlo e che non fu tutta colpa di lui, poiché lei sarebbe stata consenziente.
Le due ragazze si recano dal padre di Ida, e quest'ultima lo accoltella a morte. Dopo il delitto Ida e Karin vagano per la campagna, e, immaginandosi braccate dalla polizia, al pensiero di essere assegnate a prigioni diverse, e di conseguenza di non potersi vedere più, decidono di uccidersi impiccandosi, aggirando l'ipotesi, enunciata da Ida stessa, che probabilmente anche da morte non si vedranno mai più.
Dopo aver scelto, com'era loro desiderio, una location pittoresca, in riva ad un laghetto, le due giovani si rinnovano l'espressione del loro amore, poi si legano, con dei cappi al collo, ad un ramo, e, prima di saltare, contano fino a tre. 